# Mischocyttarus bruneri
Mischocyttarus bruneri är en getingart som beskrevs av Joseph Charles Bequaert och Henry Salt 1931.
Mischocyttarus bruneri ingår i släktet Mischocyttarus och familjen getingar. Inga underarter finns listade i Catalogue of Life.